# The Gypsy and the Gentleman
The Gypsy and the Gentleman (Brasil: Por Amor Também se Mata / Portugal: A Cigana Vermelha), é um filme britânico de 1958, dos gêneros drama e romance, dirigido por Joseph Losey, roteirizado por Janet Green, baseado no romance Darkness I leave you de Nina Warner Hooke, música de Hans May.

## Sinopse
Inglaterra, nobre decadente e endividado, envolve-se com bela e sedutora cigana, que o induz a assassinar sua prima pela fortuna da família. 

## Elenco
- Melina Mercouri ....... Belle
- Keith Michell ....... Sir Paul Deverill
- Patrick McGoohan ....... Jess
- Flora Robson ....... sra. Haggard
- June Laverick ....... Sarah Deverill
- Lyndon Brook ....... John Patterson
- Helen Haye ....... Lady Caroline Ayrton
- Mervyn Johns ....... Brook
- Laurence Naismith ....... Dr. Forrester
- Clare Austin ....... Vanessa Ruddock
- Catherine Feller ....... Hattie